# Consultations locales de 2003 sur les modifications de statut territorial en Outre-mer
Le 7 décembre 2003 se tiennent des référendums en outre-mer française : la Guadeloupe (72,98 % de « non ») et la Martinique (50,48 % de « non ») rejettent le projet de réforme institutionnelle préconisant la création d'une collectivité administrée par une assemblée unique se substituant aux départements et régions actuels.
En revanche, les deux îles de Saint-Barthélemy et de Saint-Martin, avec respectivement 95,51 % et 76,17 % de « oui », choisissent de devenir des collectivités d'outre-mer à part entière.

## Guadeloupe
La question est « Approuvez-vous le projet de création en Guadeloupe d'une collectivité territoriale demeurant régie par l'article 73 de la Constitution, et donc par le principe de l'identité législative avec possibilité d'adaptations, et se substituant au département et à la région dans les conditions prévues par cet article ? ».
|                | Suffrages | % des inscrits | % des exprimés |
| -------------- | --------- | -------------- | -------------- |
| Inscrits       | 283 869   |                | -              |
| Votants        | 142 638   | 50,34          | -              |
| Abstentions    | 140 731   | 49,66          | -              |
| Blancs et nuls | 7 444     |                | -              |
| Exprimés       | 135 194   |                | 100,00         |
| Oui            | 36 524    |                | 27,02          |
| Non            | 98 670    |                | 72,98          |

La Guadeloupe garde le statut de département et région d'outre-mer.

## Martinique
La question  est « Approuvez-vous le projet de création en Martinique d'une collectivité territoriale demeurant régie par l'article 73 de la Constitution, et donc par le principe de l'identité législative avec possibilité d'adaptations, et se substituant au département et à la région dans les conditions prévues par cet article ? ».
|                | Suffrages | % des inscrits | % des exprimés |
| -------------- | --------- | -------------- | -------------- |
| Inscrits       | 266 134   |                | -              |
| Votants        | 116 942   | 43,94          | -              |
| Abstentions    | 149 192   | 56,06          | -              |
| Blancs et nuls | 8 583     |                | -              |
| Exprimés       | 108 359   |                | 100,00         |
| Oui            | 53 654    |                | 49,52          |
| Non            | 54 705    |                | 50,48          |

La Martinique garde le statut de département et région d'outre-mer. Après le référendum du 24 janvier 2010, la collectivité territoriale unique est installée le 18 décembre 2015.

## Saint-Barthélemy
Il s'agit d'une consultation au sens de l’article 72-4 de la Constitution. La question est « Approuvez-vous le projet de création à Saint-Barthélemy d'une collectivité d'outre-mer régie par l'article 74 de la Constitution, se substituant à la commune, au département et à la région, et dont le statut sera défini par une loi organique qui déterminera notamment les compétences de la collectivité et les conditions dans lesquelles les lois et règlements y sont applicables ? ».
|                | Suffrages | % des inscrits | % des exprimés |
| -------------- | --------- | -------------- | -------------- |
| Inscrits       | 3 697     |                | -              |
| Votants        | 2 910     | 78,71          | -              |
| Abstentions    | 797       | 21,29          | -              |
| Blancs et nuls | 58        |                | -              |
| Exprimés       | 2 852     |                | 100,00         |
| Oui            | 2 724     |                | 95,51          |
| Non            | 128       |                | 4,49           |

Saint-Barthélemy devient une collectivité d’outre-mer et ne fait plus partie de la Guadeloupe.

## Saint-Martin
Il s'agit d'une consultation au sens de l’article 72-4 de la Constitution. La question est « Approuvez-vous le projet de création à Saint-Martin d'une collectivité d'outre-mer régie par l'article 74 de la Constitution, se substituant à la commune, au département et à la région, et dont le statut sera défini par une loi organique qui déterminera notamment les compétences de la collectivité et les conditions dans lesquelles les lois et règlements y sont applicables ? ».
|                | Suffrages | % des inscrits | % des exprimés |
| -------------- | --------- | -------------- | -------------- |
| Inscrits       | 13 413    |                | -              |
| Votants        | 5 926     | 44,18          | -              |
| Abstentions    | 7 487     | 55,82          | -              |
| Blancs et nuls | 281       |                | -              |
| Exprimés       | 5 645     |                | 100,00         |
| Oui            | 4 300     |                | 76,17          |
| Non            | 1 345     |                | 23,83          |

Saint-Martin devient une collectivité d’outre-mer et ne fait plus partie de la Guadeloupe.